# Separação entre banca comercial e banca de investimento
A separação entre a banca comercial e a banca de investimento é uma medida que visa proteger os aspectos de "utilidade" dos serviços bancários do dia-a-dia de serem ameaçados por perdas provocadas por actividades de investimento de maior risco (por vezes descritas como “banca de casino”). Isto pode ser feito proibindo as empresas de realizar ambas as actividades, ou impondo legalmente uma barreira entre estas duas divisões de uma mesma empresa.
Historicamente, os bancos de retalho usavam dinheiro dos depositantes para atividades de investimento. Após o Crash de Wall Street de 1929, os Estados Unidos procuraram reduzir o risco de que as poupanças dos depositantes fossem usadas para pagar perdas decorridas de maus investimentos, através da Lei Glass-Steagall de 1933, que restringiu afiliações entre bancos e empresas de valores mobiliários. Esta legislação foi enfraquecida na década de 1990, culminando na sua abolição, em 1999, pela lei Gramm-Leach-Bliley. Isto desencadeou uma série de fusões internacionais, criando empresas tão fulcrais para o funcionamento do sistema financeiro que foram consideradas “too big to fail” (“grandes demais para falir”). As perdas de investimento resultantes da crise de 2007-2008 ameaçaram a falência dessas instituições sistemicamente importantes, e os governos viram-se obrigados a resgatá-las a um alto custo.
Desde então, alguns governos procuraram reduzir a probabilidade de futuros resgates, separando a banca de investimento da banca comercial. A resposta dos Estados Unidos veio sob a forma da Lei Dodd-Frank de 2010, embora a sua implementação completa tenha sido adiada, até pelo menos 2017. No Reino Unido, o relatório Vickers de 2011, da Independent Commission on Banking, uma comissão responsável por analisar possíveis reformas estruturais do sector financeiro no pós-crise, recomendou vedar a banca comercial da banca banca de investimento até 2019. Na zona euro, o relatório Liikanen de 2012 recomendou uma barreira semelhante entre as duas atividades, embora a medida não tenha sido adoptada na reforma europeia do sector bancário.

## Mecanismos
A legislação Glass-Steagall garantia que a banca de investimento e a banca comercial eram realizadas por organizações completamente separadas.  Legislação mais recente na Europa tem-se concentrado em estabelecer barreiras legais entre diferentes divisões dentro do mesmo banco, para proteger os depósitos comerciais de perdas de investimento.

## Desvantagens
Os bancos têm, historicamente, resistido aos esforços para separar a banca, alegando que a sua implementação traria custos e reduziria a sua margem de lucro.

## Implementações

### Estados Unidos
A Lei Glass-Steagall descreve quatro disposições da Lei Bancária de 1933 que limitavam atividades e afiliações em bancos comerciais e empresas de valores mobiliários. A partir do início da década de 1960, os reguladores bancários federais interpretaram as disposições da Lei Glass-Steagall de modo a permitir que bancos comerciais se envolvessem num conjunto crescente de atividades de valores mobiliários em expansão . Os esforços do Congresso para "revogar a Lei Glass-Steagall", referindo-se a essas quatro disposições (e, geralmente, apenas às duas disposições que restringiam as filiações entre bancos comerciais e empresas de valores mobiliários), culminaram na Lei Gramm-Leach-Bliley de 1999, que revogou as duas disposições que restringem as filiações entre bancos e empresas de valores mobiliários.
Na altura, muitos comentadores argumentaram que Glass-Steagall já estava "morto". É assinalável que a afiliação do Citibank em 1998 à Salomon Smith Barney, uma das maiores empresas de valores mobiliários dos EUA, foi permitida pela interpretação então existente da Lei Glass-Steagall pelo Federal Reserve Board. O presidente Bill Clinton declarou publicamente "a lei Glass-Steagall já não é apropriada".
Vários comentadores consideram também que a revogação, pela Lei Gramm-Leach-Bliley, das restrições de afiliação da Lei Glass-Steagall foi uma causa importante da crise financeira de 2007-08. Economistas da Federal Reserve, como Ben Bernanke, contra-argumentam que as atividades ligadas à crise financeira não eram proibidas (ou, na maioria dos casos, até mesmo regulamentadas) pela Lei Glass-Steagall. 

### Reino Unido
No Reino Unido, a Independent Commission on Banking, presidida por John Vickers, foi criada em junho de 2010 e produziu o seu relatório final em setembro de 2011. A sua recomendação principal era a de que os bancos britânicos deveriam separar as suas divisões comerciais dos seus braços de investimento, para proteger as primeiras de atividades bancárias mais arriscadas, mas fez também diversas outras recomendações sobre requisitos de capital bancário e concorrência na banca de retalho. O governo anunciou nesse mesmo dia que introduziria legislação no Parlamento com o objetivo de implementar as recomendações.

### Japão
No Japão, uma série de falências bancárias em meados da década de 1920 levou à Lei Bancária de 1927, que definiu as actividades regulares dos bancos, como captação de depósitos, empréstimos de dinheiro, e transações de câmbio, enquanto os proibia de participar noutros negócios. Contudo, permitiu que os bancos detivessem as ações de outras empresas (posteriormente restringidas pela Lei Anti-monopólio de 1947) e não restringiu o uso de ações como títulos para empréstimos. O artigo 65 da Lei de Valores Mobiliários de 1948 tomou como modelo a legislação Glass-Steagall nos EUA, mas permitia que os bancos mantivessem títulos para fins de investimento, pouco contribuindo para proteger os depositantes. A Lei Bancária de 1981 permitiu que os bancos negociassem títulos do governo.

### Zona Euro
O relatório Liikanen ou "Relatório do Grupo de Peritos de Alto Nível da Comissão Europeia sobre Reforma Estrutural Bancária" foi publicado em outubro de 2012 por um grupo de especialistas liderados por Erkki Liikanen, governador do Banco da Finlândia e membro do conselho do BCE. Contudo, apesar das recomendações do relatório, a separação da banca não foi incluída nas reformas do sector bancário na zona euro.